# Miguel Quersonita
Miguel Quersonita (em latim: Michael Chersonitis) foi um oficial bizantino do século X.

## Vida

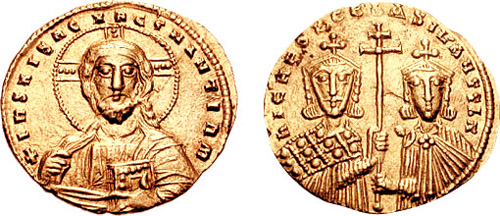
Histameno de r. e r.

Miguel foi descrito por Liuprando de Cremona como quersonita, indicando que era originário do Quersoneso, na Crimeia. Segundo dois selos atribuídos a Miguel, foi patrício e estratego do Quersoneso. Em 968, Miguel era estratego da Córcira e nessa capacidade recebeu Liuprando enquanto viajava no verão como emissário do imperador Otão I ao Império Bizantino. Na volta, passou na Córcira e foi detido por Miguel por 20 dias, apesar de Miguel ter uma carta do imperador Nicéforo II (r. 963–969) na qual recebia ordens para levar Liuprando imediatamente de barco a Leão, que aparentemente tinha comando na Itália. Somente quando Leão envia emissário pedindo que Miguel libertasse Liuprando que Miguel entregou-o com outro emissário para cuidar da viagem.
Liuprando foi amargo contra Miguel ao reclamar que em sua jornada de retorno deu a seu filho um valioso escudo de ouro que Otão recebeu e um manto precioso a Miguel. Liuprando afirma que foi extremamente maltratado por seus agradecimentos e que Miguel era grisalho, de semblante alegre e agradável em seu discurso, mas na verdade era um demônio em seu ponto de vista. Sinais disso também foram os vários terremotos e um eclipse solar (22 de dezembro de 968) que ocorreram durante sua estada na Córcira. Ele também afirma que Miguel era uma pessoa devota e pessoalmente sem necessidade materiais, o que levou-o a classificá-lo como ermitão e monge.